# Josip Šimunić
Josip "Joe" Šimunić (Canberra, 18 de fevereiro de 1978) é um ex-futebolista croata nascido na Austrália que atuava como zagueiro.

## Origens
Šimunić pertence à colônia croata da Austrália, comunidade bastante presente na Seleção Australiana de Futebol. Treinado pelo mesmo instituto esportivo que revelou o nadador Ian Thorpe, ele preferiu defender a Croácia, assim como Anthony Šerić e Joey Didulica, da mesma comunidade e geração - tal trio iria junto à Copa do Mundo FIFA de 2006. A perda desses atletas teve polêmica e fez com que o instituto estipulasse, para novas revelações australianas de origem croata, cláusulas em que estas passariam a se comprometer em devolver a bolsa de estudos paga por ele.

## Carreira em clubes
Atuando da posição de zagueiro, Šimunić jogou pelo Melbourne Knights, Hamburgo, Hertha Berlin, Hoffenheim e Dínamo Zagreb.

## Seleção
Pela Seleção Croata, a defendeu na Copa do Mundo de 2002 e 2006, e na Eurocopa de 2004, 2008 e 2012. Na Copa de 2006, enfrentou o país natal, jogo bastante aguardado pela colônia croata na Austrália. Šimunić assegurava não estar arrependido da troca que escolheu fazer e afirmava estar ansioso pelo encontro. Ironicamente, nesse duelo o próprio Šimunić acabaria expulso, em partida descrita como "batalha campal", na qual os australianos se classificaram - com um empate em 2-2 que eliminou os croatas.
A própria expulsão dele acabou sendo uma controvérsia à parte naquela partida ríspida, pois veio após ele receber três cartões amarelos do árbitro britânico Graham Poll, quando o correto teria sido retirar-se automaticamente ao receber o segundo - inação que também gerou críticas a uma aparente falta de fair play do jogador, embora a polêmica se voltasse mais à desatenção do juiz: para manter a própria dignidade perante o erro, Poll anunciou sua aposentadoria de jogos internacionais. O árbitro afirmou que se confundiu por conta do sotaque australiano da língua inglesa de Šimunić em meio à comunicação nesse idioma, imaginando que algum dos três cartões amarelos teria sido dado a quem usava a camisa 3 (o número de Šimunić) da Austrália.
Após a partida entre Croácia e Islândia em 19 de novembro de 2013, nas comemorações pela classificação de sua seleção para a Copa do Mundo de 2014, Šimunić voltou a causar polêmica: utilizou uma saudação do movimento nazifascista Ustaše, utilizado durante a Segunda Guerra Mundial. O Comitê Disciplinar da FIFA o suspendeu por dez jogos oficiais a contar da Copa do Mundo de 2014, excluindo sua participação na competição.